# استان مأرب
مأرب (به عربی:  محافظة مأرب ) نام استانی در کشور یمن در شبه جزیره عربستان و در محدوده یمن شمالی است.
مرکز این استان شهر باستانی مأرب است.
اکثر جمعیت این استان سنی مذهب شافعی هستند.

## تاریخچه
مأرب در دورانی بسیار دور پایتخت ( مملکت سبا ۶۵۰ ق. م _ ۱۱۵م ) بوده‌است. آثار محرم بلقیس ملکهٔ سبا در این شهر باستانی باقی مانده‌است. همچنین مأرب موطن «قبیلهٔ ازد» بود است. در دوران آبادانی مأرب کاخی بسیار زیبا ومشهور و سد تاریخی مأرب در این شهر زیبا قرار داشته‌است.

## سد تاریخی یمن
گویند: سد مأرب توسط: «سبا بن یشجب بن یعرب» بنیادگذاری شده‌است. اما قول دیگری نیز وجود دارد که:
«لقمان بن عاد» این سد را بنا نهاده‌است. آثار این سد عظیم در مابین سه کوه بلند قرار دارد. آبخیز سد مأرب از اطراف این سه کوه سر به فلک کشیده جمع‌آوری و به سوی حوضچهٔ سد سرازیر می‌شده‌است. مردمان پیشین یمن (سبا) از آب این سد برای آبیاری مزروعات کشاورزی و دامداری و حتی برای آشامیدنی استفاده می‌نموده‌اند.

## مردم
اکثر جمعیت استان مارب را سنی ها و اقلیت قابل توجهی را شیعیان تشکیل می دهند.
| دین مردم استان مارب | دین مردم استان مارب | دین مردم استان مارب | دین مردم استان مارب | دین مردم استان مارب |
| ------------------- | ------------------- | ------------------- | ------------------- | ------------------- |
| قومیت               | قومیت               |                     | درصد                | درصد                |
| سنی                 | سنی                 |                     | ۶۵٪                 | ۶۵٪                 |
| شیعه                | شیعه                |                     | ۳۵٪                 | ۳۵٪                 |

## سیل العرم
سر انجام این سد عظیم به‌وسیلهٔ سیل ویران می‌شود. سیل بنیانکنی سد مأرب سبب تفرق وآوارگی قوم سبا در چهار گوشهٔ دنیا می‌شود. وعاقبت خرابی قطعی این سد بی‌نظیر به‌وسیله سیلی عظیم بنیان کنی می‌شود، که مآخذ آن را همان «سیل اَلعَرِم» مذکور در قرآن کریم دانسته‌اند. وسیل العرم یعنی (سیل قوی و طاقت ناپذیر) که به‌وسیله آن قسمت‌های زیادی از سد خراب شد. وبا خراب شدن قطعی این سد عظیم که در سال ۴۵۲ میلادی رخ داد، مملکت سبأ مکانت اصلی تجارتی و آبادانی خود از دست داد. بعد از خرابی وانحطاط سد مأرب، نام سد و سیل و مأرب در اشعار بسیاری از شعراء آن عصر آمده‌است، در این مورد: المثلم بن قرط البلوی می‌گوید:
| الم تر أن الحی کانوا بغبطة |  | بمأرب اذ کانوا یحلوّنها معاً |

همچنین شاعر جاهلی: «میمون بن قیس» ملقب به (اعشی) قصیده‌ای طولانی در وصف سد مأرب وخرابی آن سروده‌است که چند بیت از آن می‌آوریم:
| ففی ذاک للمؤتسی أسوة  |  | ومأرب عفّی علیها العرم   |
| رخام بنته لهم حمیر    |  | اذا ما نأی ماؤهم لم یرم |
| فأروی الزروع وأغنامها |  | علی سعة ماؤهم ان قسم    |
| وطار القیول وقیلاتها  |  | ببهماء فیها سراب یطم    |
| فکانوا بذلکم حقبة     |  | فحال بهم جارف منهزم     |

## بزرگان مأرب
گروهی از علماء وفضلاء واهل علم به مأرب منتسب می‌شوند که بارزترین آن‌ها عبارت‌انداز: یحیی بن المأربی الشیبانی، سعید بن أبیض بن جمال المأربی و ثابت بن سعید المأربی.